# Grotte d'Ekain
La grotte d'Ekain (en basque Ekaingo leizea ou Ekaingo koba, en espagnol cueva de Ekain) est une grotte préhistorique de la commune de Deba, dans la province du Guipuscoa au Pays basque espagnol.
Elle abrite entre autres des peintures rupestres, dont de nombreuses sont polychromes, datant du Magdalénien (fin du Paléolithique supérieur). Grâce à l'historien basque Jesús Altuna (es), ces peintures ont été préservées au mieux avec Ekain devenant la première grotte ornée fermée au public dès sa découverte.
Elle est incluse au patrimoine mondial de l’Unesco depuis 2008, lors de l'extension du site d'Altamira  avec l'ajout de 17 grottes ornées pour former cette année-là le site « Grotte d'Altamira et art rupestre paléolithique du Nord de l'Espagne ».

## Situation
La grotte se trouve dans le massif d'Izarraitz, dans le nord de l'Espagne à 7 km de la côte du golfe de Gascogne, à environ 36 km au sud-ouest de Saint-Sébastien et 80 km à l'est de Bilbao. Elle est à environ 1,5 km à l'ouest de la petite ville de Cestona, dans la vallée du Zastarrain. Ce ruisseau coule d'ouest en est et conflue à Cestona en rive gauche avec le petit fleuve côtier Urola, ce dernier arrosant Cestona du sud vers le nord.
Le chemin qui mène à la grotte part à l'ouest de Cestona, en rive gauche de l'Urola ; une fois passé sous le pont routier de la calle Zestoa, une petite route débouchant sur la gauche remonte vers l'ouest la vallée du Zastarrain sur environ 1,3 km, jusqu'au petit hameau éponyme de Zastarrain.
Tout au début de cette petite route, à l'entrée de la vallée, à droite (côté nord) de la route se trouve une grande maison ancienne à corbeaux et fenêtres à meneaux en pierre : la maison Lili (ou Lili Jauregia, « palais Lili »
, selon le panneau sur son portail formé d'un bel arc en plein cintre). 

Quelque 650 m plus loin, c'est-à-dire à mi-distance entre la maison Lili et la grotte, se trouve Ekainberri, où est construit le fac-simile de la grotte. 

Continuant de remonter le cours du Zastarrain, environ 600 m plus loin se trouve le hameau éponyme de Zastarrain. À cet endroit se trouve une confluence et, en amont de celle-ci, l'hydronymie devient confuse : soit deux ruisseaux se réunissent et deviennent un troisième, en l'occurrence le Zastarrain ; soit l'un y reçoit son affluent, sans que l'on sache nécessairement lequel est affluent de l'autre : 
- La carte sur google/maps montre le Zastarrain venant de l'ouest, qui reçoit en rive droite son affluent le Goltzibar venant du sud-ouest[2].
- Altuna (es) donne d'autres noms aux cours d'eau en amont de la confluence : pour lui, celui venant de l'ouest est l'Attola (Attolaerreka), celui venant du sud-ouest est le Belioso (Beliosoerreka)[BA 3].
- Portero Fernandez indique que le Zastarrain est formé de la réunion des deux mêmes cours d'eau, qu'il nomme Goltzibar et Beliosoerreka[5].

Ces quatre noms et trois situations se retrouvent, mélangées, au fil des diverses publications de toutes formes.
Toujours est-il qu'enserrée entre les deux ruisseaux juste avant leur confluence, se trouve la colline d'Ekain dont la grotte a pris le nom. La grotte elle-même s'ouvre vers l'est de la colline (sur le flanc est, donc vers la confluence), à 100 m à l'ouest du hameau Zastarrain, à 15 m de la confluence des ruisseaux et à 90 m d'altitude.

### Situation administrative
Administrativement, la grotte d'Ekain se situe dans le sud de la commune de Deba; mais elle n’est qu'à quelques petites centaines de mètres de la limite ouest de la commune de Cestona - sur laquelle a été construit Ekainberri, le fac-simile de la grotte.

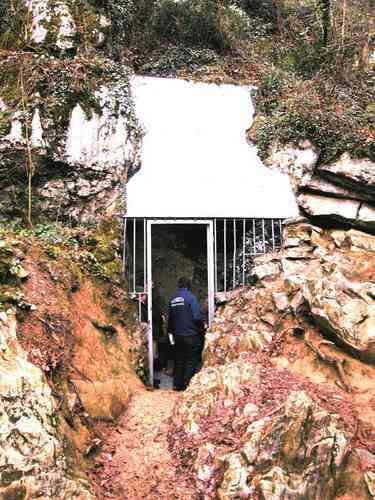
Entrée de la grotte

## Description
La grotte s'ouvre vers l'est sur le flanc est de la colline. Son porche mesure 1,20 m de haut pour 2,30 m de largeur à la base. Il s'ouvre sur un petit vestibule d'environ 2 m de large sur un peu plus de 2 m de long.
Depuis ce vestibule, une petite galerie au sol horizontal part sur la gauche, mesurant environ 1,50 m de large sur approximativement 9 à 10 m de profondeur. Cette galerie et le vestibule 'étaient les seules parties connues de la grotte, jusqu'à ce qu'en 1969 ses découvreurs dégagent, sur le côté droit vers le fond du vestibule, un petit orifice en enlevant des pierres ; et accèdent à la plus grande partie de la grotte, restée inaccessible depuis la préhistoire,.
Au-delà de cet orifice se trouve une galerie étroite et tortueuse : d'abord tournée vers le nord-ouest sur une longueur d'environ 5 m, cette galerie se tourne brusquement vers le sud-ouest pour environ 15 m, puis va de nouveau vers le nord-ouest sur un peu plus de 30 m. La première station de peintures (no 1 sur le plan d'Altuna) se trouve à quelque 12 m de ce deuxième tournant.
Cette galerie débouche dans une salle prolongée sur la gauche par une autre très grande salle. Entre ces deux espaces, un resserrement porte deux autres stations de peintures (no 2 et 3) sur la paroi de gauche.
Immédiatement après ce resserrement, une galerie assez étroite partant à angle droit de l'espace précédent, d'environ 17 m de long, s'ouvre sur la gauche ; sur son mur gauche près de son entrée se trouvent trois stations de peintures (no 4 et 5), et une autre station en face de celles-ci sur le mur de droite.
Dans le prolongement de l’espace précédent au-delà de l'ouverture de la galerie, s'ouvre une grande salle s'étirant en longueur. Sur la droite vers le milieu de cette salle s'ouvre une très petite salle qui porte quelques peintures et, juste après cet espace s'ouvre une galerie assez large qui contient la majorité des peintures de la grotte dont une grande partie est rassemblée proche de son entrée.
La grotte abrite également des gravures.

## Géologie
Ekain est creusée dans la colline du même nom, qui est faite de calcaire.

## Découverte et fouilles
La partie ornée et plus grande partie de la grotte a été découverte le 8 juin 1969 par Andoni Albizuri et Rafael Rezabal, membres de la section Archéologie du Groupe de Culture Anchieta (Grupo de Culture Anchieta) de Azpeitia. Elle est visitée le 10 juin 1969 par José Miguel Barandiaran et Jesús Altuna (es),.
Les premières fouilles sont menées conjointement par Altuna et Barandiaran en 1969 (26 septembre - 5 octobre), avec la participation entre autres de Pablo Areso et Marcelino Aizpurua et, un peu plus tard, de Jesús Areso.
En 1970, pas de campagne de fouilles faute d'autorisation (voir plus bas la section « Les difficultés des débuts : 1969 - 1975 ») ; mais Altuna réussit à contourner la situation et reprend les fouilles en 1971, du 9 août au 19 août.
Barandiarán se retire en 1971 à l'âge de 81 ans, dit Koro Mariezkurrena ; Atuna précise que c'est en 1973 que Barandiaran, qui est alors âgé de 83 ans, se fatigue au cours de fouilles en Biscaye et ne peut être présent lors de la campagne à Ekain.
Les campagnes de fouilles annuelles perdurent jusqu'en 1975, avec
la 3e campagne en août 1972 ;
la 4e campagne de 1973 pendant environ trois semaines à partir du 4 août ;
la 5e campagne du 29 juillet au 16 août 1974 ; et la 6e campagne du 4 au 23 août 1975.
Les fouilles de 1969 et 1971 ont mis au jour les sept premières couches du remplissage du vestibule, remontant jusqu'au Magdalénien final. La galerie s'ouvrant à gauche dans le vestibule a été fouillée à partir de 1972, 3e campagne de fouilles d'Altuna (es). En 1973, 4e campagne

## Stratigraphie
Au fond à droite du vestibule (au niveau de l'entrée découverte en 1969), la fouille a atteint la roche sous-jacente à −465 cm de profondeur.
Dans le vestibule et la petite galerie sur sa gauche, les niveaux VI et VII sont les plus riches en industrie et en faune.

### Vestibule
Le vestibule est le premier espace de la grotte, immédiatement après le porche. Sa profondeur est d'environ 9 à 10 m. La campagne de fouilles de 1969 y découvre sept horizons du remplissage, du matériel préhistorique contenu surtout dans les couches les plus anciennes et des foyers.
- Niveau I : épaisseur de 0 à −40 cm. Sol meuble avec quelques cailloux calcaires, sans traces d'industrie humaine. Un très gros bloc de calcaire[BA 9] (3,30 × 1,70 m pour 1 m de hauteur[BA 14]) occupe les 2/3 du vestibule, côté droit (nord)[BA 9].
- Niveau II : épaisseur de -40 à −100 cm. Terre compacte avec des pierres calcaires (piedrezuelas calizas), en plus du grand bloc de calcaire également présent dans cette couche[BA 9].
- Niveau III : épaisseur de −100 à −115 cm. Terre noire de foyers, qui s'étend jusque sous le gros rocher présent aux deux niveaux supérieurs. Elle contenait des esquilles d'os (esquirlas de huesos), 2 molaires de cervidé, 51 éclats (lascas) de silex (pedernal), 1 fragment de lame retouchée, 1 lame à bord abattu (de borde rebajado o abatido''), 2 pointes à bord abattu, 1 double pointe à bord abattu et 1 grattoir (raspador) latéral convexe[BA 9]. La faune est représentée uniquement par deux molaires de cerf élaphe (Cervus elaphus) et une série d'esquilles indéterminées[BA 1].
- Niveau IV : épaisseur de −115 à −125 cm. La première campagne de fouilles ne trouve que de la terre compacte claire, contenant seulement quelques éclats de silex et un burin simple à un pan (de un tajo o paño)[BA 9] ; et ne trouve pas de vestiges de faune[BA 1]. En 1972, les zones 3B (dans le vestibule à environ 3 m du porche, emplacement du foyer de la couche III) et 3U (dans la petite galerie, à environ 2 m de son entrée) révèlent de la terre sombre dont le contenu augmente considérablement la collection d'objets tirés du site (outils lithiques notamment, mais aussi pointe de sagaie et base de harpon, en os)[Arc 1],[BA 15].

Les fouilles de 1973 donnent une terre argileuse claire avec 8 cantos sabl(onn)eux mesurant entre 6 et 10 cm de diamètre, 1 trozo d'ocre, 122 lascas informes de pedernal, 81 esquilles d'os (esquirlas de huesos), 3 dents, des os de cerf, de loup et d'ours des cavernes.
- Niveau V : épaisseur de −125 à −130 cm. Terre noire avec des esquilles d'os et des éclats de "pedernal" silex. Le bas de presque toute la couche est recouvert de cailloux calcaires ("pedruscos calizos")[BA 9]. Les seuls vestiges archéologiques recueillis par la fouille de ce niveau jusqu'en 1972 sont quelques éclats d'os indéterminés ("Unas pocas esquirlas indeterminables de hueso")[BA 1].

En 1972, les fouilles du vestibule portent sur seulement deux emplacements (1A et 3B): l'un à gauche du seuil de la petite galerie (découpage Altuna) et l'autre adjacent diagonalement au premier en direction du fond du vestibule. Cette location livre une terre argileuse ("arcillosa"), sombre sur une zone qui correspond à la base du foyer trouvé au niveau III ; et aucun reste identifiable de faune mais un outillage lithique varié : burins, lames, pointes, deux denticulés…,.
Les fouilles de 1973 distinguent trois séquences dans la couche V (de —121 à —130 cm).
1. La première séquence ou sous-niveau (A) fournit une terre argileuse avec des zones rougeâtres et sombres ; charbons, gravier et diverses pierres formant un foyer dans la zone 3V (dans la petite galerie près de l'entrée). Dans la zone adjacente 3A (dans le vestibule devant l'entrée de la galerie), os "fosfatados" et[BA 18] "piedrecitas" abondantes En zone adjacente 3B (sous une partie du gros rocher des couches I et II), un fond de foyer avec des "cenizas". En 1973, l'ensemble de ces zones a livré 7 "trozos" d'ocre, 652 "lascas" ((éclats ?) de silex, 462 esquilles ? ("esquirlas") d'os, une "lapa" et une molaire de chèvre sauvage[BA 19]. industrie lithique[Arc 3].
2. La deuxième séquence ou sous-niveau (B) au centre de la couche V, donne une terre argileuse plus "floja que arriba", en parties sombre et parfois sabl(onn)euse (voire granuleuse), avec du gravier en plusieurs zones et de nombreux os de petits mammifères dans certaines zones. Il s'y trouve un foyer en zone 1A avec des os calcinés et du gravier, 1 grand "canto" de limonite, 2 d'ocre phosphatés, 704 "lascas informes de pedernal" et 256 esquilles d'os ? - "esquirlas de huesos")[BA 19]. industrie lithique[Arc 4].
3. La troisième séquence ou sous-niveau (C) en bas de la couche V, présente une terre généralement argileuse et sombre avec de nombreux "cantos planos" de grès ? - sabl(onn)eux dans la zone 1U (dans la galerie, contre le mur de gauche vers l'entrée), des pierres de calcaire ? - "calizas") en zone 3U (adjacent à 1U, plus vers le centre de la galerie), graviers dans plusieurs secteurs, grandes pierres - "calizos" (calcaires ?) en 3V (dans la galerie, vers l’entrée) : 6 trozos d'ocre phosphatés. 758 "lascas de pedernal" et 336 "esquirlas" (esquilles ?) d'os[BA 19]. industrie lithique[Arc 5].

La faune du niveau V est similaire à celle du niveau IV : dominée par le cerf puis par la chèvre sauvage, elle inclut aussi des ongulés, l'isard et le grand bovin, avec des os de taupe, lièvre, campagnol et renard.
- Niveau VI : épaisseur de −130 à −175 cm. Terre compacte moins sombre que celle au-dessus[BA 9]. Les vestiges animaux les plus abondants de cette couche VI sont la chèvre des Pyrénées (Capra pyrenaica)[BA 1] ou chèvre sauvage ("cabra montés")[BA 9], puis le cerf élaphe (Cervus elaphus), deuxième espèce la plus abondante ; il s'y trouvait aussi de rares vestiges de chat sauvage (Felis silvestris) et de taupe d'Europe (Talpa europaea)[BA 1]. Dès les premières campagnes de fouilles elle a livré de nombreuses "lascas" ((éclats ?) de silex, 15 lames, six pointes, 15 burins, 4 grattoirs, 4 burins-grattoirs, 1 pic droit, 1 "escotadura" et 1 fragment de sagaie en os avec base en biseau simple ("con base en bisel sencillo")[BA 21],[Arc 6].

En 1973 cette première approche est affinée en établissant dans cette couche quatre sous-niveaux, chacun de ces niveaux étant lui-même divisé en deux sous-couches : VI(a)A et VI(a)B, de −131 à −140 cm ; VI(b)A et IV(b)B, de −141 à −150 cm ; VI(c) de −151 à −160 cm ; et Vl(d) (de −161 à −170 cm)
Couche VI(a)
1. Le niveau supérieur VI(a)A (le plus récent dans la couche) est de la terre généralement argileuse, sombre dans certaines zones et claire dans d'autres. Il s'y trouve de nombreux "cantos calizos" dans la zone 1U ; un foyer en 3U et 3V avec des os abondants ; des zones compactes rouges en 5U, avec à côté des "flojas" avec phosphates à son côté) ; de grosses pierres de calcaire ("calizas") en 5U et 3V ; de la terre compacte en 5V, et rougeâtre en 1A ; en 5T de la sabl(onn)euse avec phosphates ; de nombreuses plaques de grès dans plusieurs zones[BA 22]. Les artefacts trouvés dans cette couche supérieure du niveau VI incluent 1 "trozo" d'ocre, 630 "lascas de pedernal" et 169 "esquirlas" d'os sur toute cette couche supérieure du niveau VI[BA 22],[Arc 7].
2. Dans la couche VI(a)B, la terre est généralement aussi argileuse, charbonneuse avec de nombreux vestiges osseux d'animaux en 3U. En 5U apparaît aussi une bande charbonneuse avec de nombreuses pièces de silex[BA 22] et, notablement, un fragment d'os humain en 1U ainsi que de nombreux restes d'outillage lithique[Arc 7].

Couche VI(b)
1. Le niveau VI(b)A se compose de terre rougeâtre dans certaines zones, charbonneuse dans d'autres zones. Il a livré de nombreux "cantos calizos" et os d'animaux (notamment chèvre sauvage en un secteur). De grands blocs de calcaire ("calizos") en 3U, 3T, 3A et 1V. Des phosphates et du gravier en 5U ; des os phosphatés en 5T ; des vestiges de foyer en 1A, 3A et 3B et un autre foyer en 1B, donde había 19 "lascas" de sílex et 20 "esquirlas" d'os: 1 cristal de roche y trozo de otro, 1 "canto de cuarcita", 162 "esquirlas" d'os et 287 "lascas de pedernal"[Arc 8].
2. La couche VI(b)B est "arcillosa" comme au-dessus ? ("como arriba"), mais avec beaucoup de gravier dans les zones 3U, 5U et 5V, grandes blocs de calcaire ("calizos") dans plusieurs zones. Dans la terre "arcillosa clara" de la zone 3A il y avait un "hoyo" de 7 cm de profondeur et large de 10 cm, dans lequel se trouvaient 13 pièces en silex, plusieurs lames simples, 28[BA 23] "lascas" informes, de nombreux fragments d'os et deux vertèbres de poisson. L'ensemble de la couche a fourni 271 "esquirlas" d'os et 182 "lascas de pedernal"[BA 24],[Arc 8].

Couche VI(c)
Nivel Vlc (de —151 a —160 cm.) La tierra arcillosa, generalmente compacta, del tramo superior de este estrato es bastante clara, salvo en las zonas contiguas al muro de la cueva, donde presenta matiz oscuro. Contiene grandes bloques calizos en algún sector, algunas gravillas y raros fosfatos. Más abajo la tierra es rojiza en partes y oscura carbonosa en otras, con numerosos bloques calizos (algunos de gran tamaño), con fosfatos en varios sectores y gravillas más abundantes que arriba. En la base de este tramo, a los —155 cm., se asientan los grandes bloques de los cuadros 1A, 3A, 3T, IV y 3V.
En el tramo inferior del estrato la tierra es arcillosa en general, con zonas oscuras o carbonosas más abundantes que arriba, sobre todo en algunos sectores, de los que uno solo (1/9 del cuadro 3A) contenía 235 lascas de sílex, mientras que en lo restante del cuadro sólo había 45, con gravillas margosas y fosfatos en varios cuadros y huesos calcinados en algún otro. En todo este estrato (dentro del campo excavado este año) se recogieron numerosos huesos de animales, 726 esquirlas de huesos, 633 lascas de pedernal y 6 cantos de ocre,
Couche Vl(d)
(de −161 à −170 cm). Dans le tiers supérieur de cette couche la terre est "arcillosa", sauf dans les zones 1V, 2A et 5A qui sont principalement composés de sable et dans quelques emplacements de la zone 3U qui sont charbonneux. Les "trechos" de terre sombre sont "harto" fréquents dans ce "lecho". Des "pedruscos calizos" abondent dans les zones 5U, 1V, 3V et 5A, gravier en 3V et phosphates en 51 (???). Il y avait un foyer dans la zone 5A, avec de nombreux "cantos calizos", 148 "lascas" de silex, 2 "cantos" d'ocre et 90 "esquirlas" d'os.
Debajo del tramo anterior sigue la terre "arcillosa" compacte dans des zones, alternant avec d'autres de terre "floja", sabl(onn)euse et charbonneuse. Dans les zones sombres avec charbons et dans les foyers — dans celui de 1A, surtout — il y a une concentration généralement plus grande de "lascas de pedernal") et de fragments d'os. Il y a des "cantos" sabl(onn)eux et de nombreux "calizos" répartis au hasard en divers endroits. Il y avait aussi des os carbonisés et des "cantos calizos" dans la zone 3B.
En el tramo inferior la tierra es arcillosa en los cuadros 1U, 3U, IV, 3V y 1A; sabl(onn)euse dans les zones 5U, 3T et 5T ; charbonneuse dans d'autres emplacements, surtout en 3A. Contient de nombreux "cantos calizos" incluant de grands blocs dans la zone 3U et, les jouxtant, beaucoup de pierres sabl(onn)euses. Les graviers se trouvent dans la plupart des zones, phosphates en 5T et un foyer en 3A avec de nombreuses pierres "calizas" et quelques-unes sabl(onn)euses, des os calcinés, un "canto" d'ocre, 416 "lascas de sílex" et 128 "esquirlas" d'os.
Les trois "tramos" de cette "capa" ont livré 9 "cantos" d'ocre, 980 "lascas de pedernal" et 1.003 "esquirlas" d'os,.
La faune des trois sous-couches VIa, VIb et VIcest dominée par la chèvre sauvage, suivie du cerf. Ces sous-couches ont aussi livré des ossements d'isard, de grand bovin, de renne et de chevreuil. La présence du renne dans la couche VIa, et celle du campagnol nordique Microtus oeconomus dans toutes les sous-couches du niveau VI alors qu'il est totalement absent du niveau V.
Parmi les nombreux vestiges trouvés cette année-là dans la couche VI on peut noter un fragment d'os humain (VI(a)B), deux vertèbres de poisson (VI(b)B) et deux plaques de calcaire gravées (voir sous-section « Les Plaquettes gravées » plus bas).
- Niveau VII : épaisseur de −175 à −250 cm. Terre compacte en général sombre sauf à la base où elle est claire. Elle contient des charbons, des esquilles ("esquirlas") d'os, plusieurs bigorneaux ("magurios") et patelles ("lapas") variés, 526 éclats de silex "pedernal", 5 nucléus et des "cantos" d'ocre, de limonite et d'arène[BA 27].

La faune de ce niveau inclut le cerf élaphe (Cervus elaphus), espèce la plus abondante, puis la chèvre des Pyrénées (Capra pyrenaica) au deuxième rang d'abondance ; il y a aussi quelques rares restes de sanglier (Sus scrofa) et de cheval (Equus caballus) ; le campagnol (Arvicola terrestris) est également présent, avec quelques restes de taupe d'Europe (Talpa europaea) et d'hermine (Mustela erminea), et un humérus de petit canidé non identifié, plus grand que le renard. Les outils du niveau VII mis au jour jusqu'aux fouilles de 1972 incluent burins variés, burin-grattoir, grattoir, lames variées, pointes, racloirs (raederas), denticulés et canto sabl(onn)eux,.

À −250 cm (en bas du niveau VII) sous le gros bloc à l’entrée de la grotte, se trouvait un foyer circulaire, surmontant un horizon archéologiquement presque stérile formé d'une terre claire granuleuse sabl(onn)euse. Ce foyer mesurait environ 90 cm de diamètre pour une épaisseur d'environ 20 cm ; sa base était partiellement empierrée. à côté de lui était posée une dalle de calcaire d'environ 1 m de long, 50 cm de large et 35 cm de hauteur.[Traduire passage]

### Petite galerie de gauche
Cette petite galerie est, avec le vestibule, la partie de la grotte connue de longue date. Altuna (es) et Barandiaran y ont trouvé quatre niveaux de remplissage.
- Niveau I

Il est fait d'une couche d'environ 70 cm. À l'entrée de la galerie, dans un sol dur il y avait un rocher (peñasco) de 90 × 90 × 40 cm et d'autres pierres plus petites.
- Niveau II

À l'entrée de la galerie, ce niveau a livré des coquillages, une dent de bovidé, des éclats d'os et de silex (lasca de pedernal) et un burin droit,.
Dans la petite galerie elle-même, au niveau II se trouvaient des charbons, un fragment de cristal de quartz, un morceau d'ocre (canto de ocre), 83 éclats informes de silex (lascas informes de pedernal), une industrie lithique abondante (grattoirs, burins, microburins, perforateurs, lames, pointes, racloirs….
Tierra floja en algunos sectores con cantos y concreciones calizas; sèche ? (apelmazada) en otros) et un objet en os : 1 trozo travaillé en pointe (labrado en punta) (contera de harpon) avec des rayures incisées. Le tout est accompagné de restes d'animaux : 102 patelles, 76 bigorneaux, 1 moule (mejillón), 103 escargots des bois (Helix nemoralis) au pied du mur sud, quelques os et dents (escasos huesos y dientes) d'animaux : cerf, bovidé, sanglier (jabalí), chèvre, renard ; et plusieurs esquilles/éclats d'os (varias esquirlas de hueso). Les fouilles de 1972 trouvent du cerf, du sanglier et de la chèvre sauvage comme gibier, et cinq vestiges d'animaux domestiques : 4 de bos taurus et 2 de chien. S'y trouvent aussi le renard, la taupe et le campagnol (Arvicola terrestris).
- Niveau IlI (de —100 à —115 cm).

Terre argileuse, sombre avec du charbon en certains endroits. Dans les zones 3A, 3B, 1A y 1B il y a un cercle de cantos, preque tous sabl(onn)eux, et un d'ocre, formant un cercle empierré de quelque chose de plus de 60 cm de diamètre, recouvert par une couche de graviers (de l'arène pour la plupart) et d'un peu de terre légèrement sombre. Sur et autour de ce cercle de pierre, qui semble servir de base à un foyer, se trouve de la terre noire avec des charbons. Dans les fouilles de la campagne de 1972, cette troisième couche a livré plus d’une centaine d’ossements d’animaux,
des dents variées,
20 patelles,
20 bigorneaux, 31 Helix nemoralis, 1 Littorina obtusata,
18 cantos d'ocre et
161 lascas informes de pedernal. 

Les restes de faune trouvés en 1972 montrent que l'espèce la plus abondante dans ce niveau est le cerf, avant la chèvre. S'y trouvent aussi des restes de sanglier (jabalí), chevreuil (corzo), isard (sarrio) et grand bovidé, deux vestiges de cheval et quelques vestiges de blaireau (tejón), de taupe (topo) et de campagnol (Arvicola terrestris). Il n'y a pas de traces d'animaux domestiques.
L'industrie lithique inclut diverses pièces, principalement des microlithes.
- Niveau IV (de —115 à —125 cm.)

Terre argileuse (arcillosa) claire, sauf dans les carrés 3B (vestibule) et 3U (environ 2 m à l'intérieur de la galerie) où elle est sombre : cantos calizos, sabl(onn)eux (plus abondants) y gravillas pizarrosas) ; 10 cantos d'ocre, 4 de limonite, 1 de silex, 2 cristaux de roche ;) et 1 018 lascas de pedernal informes et des pièces),.
Les restes de faune de ce niveau incluent plus de cent fragments d'os, pour la plupart du cerf, de la chèvre sauvage et quelques-uns de loup ; des patelles, 2 bigorneaux, 1 Littorina obtusata, 2 Helix nemoralis. En 1973 cette couche de la petite galerie livre plus de restes osseux que la couche précédente, avec une dominante de cerf. Les restes de chèvre, corzo et sarrio sont de très petites pièces beaucoup moins nombreuses. Dans la petite galerie vers son entrée (zones 3V et 3U, profondeur principalement entre 116 et 119 cm pour la plupart, quelques os dispersés aux alentours proches), se trouvait le squelette presque entier d'un loup venu mourir là (ou traîné là après sa mort). Il y a aussi des restes de taupe, de grand murin (Myotis myotis, une chauve-souris), de putois ou furet (turón), de blaireau, de lièvre et de campagnol (Arvicola terrestris).

## Les époques d'occupation

### Châtelperronien
Le Châtelperronien est présent dans la couche X.

### Magdalénien
La couche VII date du Magdalénien final et correspond à l'époque à laquelle les peintures ont été réalisées ; des os ont été datés d'environ 15 400 à 16 510 ans BP,.
L'industrie lithique datant de cette époque est similaire à celle trouvée dans les grottes d'Atxeta (à Forua, Biscaye) et d'Aizpitarte (à Errenteria, Guipúzcoa) pour la même époque.
Les restes de faune incluent notamment 44 ongulés, dont 20 adultes et 24 juvéniles ; le cerf est dominant dans ces vestiges (85% du total des vestiges d'ongulés). Ces ongulés juvéniles sont 18 jeunes cerfs, trois chevreaux, deux jeunes isards et un poulain. Seize des dix-huit jeunes cerfs ont été tués pendant leur premier mois de vie, vers le mois de juin ; les autres dans les trois ou quatre premiers mois de vie, fin été ou début automne, de même que pour l'un des chevreaux. Sur ces données, Altuna (es) et Mariezkurrena concluent que la grotte a été utilisée à cette période comme halte de chasse saisonnière durant les périodes chaudes de l'année. La plupart ont été amenés entiers,.

## Les peintures

### Le bestiaire
Le bestiaire d'Ekain comprend dix bisons, quatre chèvres, deux cerfs, deux ours, deux poissons et trente-trois chevaux.
Cette liste offre deux particularités notables, l'une pour les poissons, l'autre pour les chevaux.

#### Poissons
Les représentations de poissons sont très nombreuses dans l'art mobilier préhistorique connu dans le monde. Mais les peintures préhistoriques de poissons sont très rares : elles constituent seulement 1 % du bestiaire de l'art pariétal connu et ce chiffre inclut les figures à peine esquissées ou même simplement « pisciformes ».
Une dizaine de représentations de poissons sont connues :
abri du Poisson aux Eyzies,
grotte du Portel (Ariège),
les truites probables de Niaux,
pas moins de cinq à la Grande grotte d'Arcy-sur-Cure (un nombre tout aussi exceptionnel que la qualité des représentations de cet animal à Arcy) ;
et deux à Ekain.

#### Chevaux
Sur les 55 peintures dénombrées en 1969, 33 représentent des chevaux soit presque 3/5e de l’ensemble. C'est une proportion remarquablement élevée : André Leroi-Gourhan, qui a étudié quelque 1 700 figures pariétales dans de multiples sites, estime que les représentations de chevaux totalisent environ 1/4 des images paléolithiques. 

De plus, treize figures de chevaux à Ekain sont presque complètes, soit dix monochromes et trois polychromes ; or l'art paléolithique connu comprend à peine une vingtaine d'autres bonnes figures de chevaux polychromes.
Comparaison avec les chevaux modernes
L'attention portée ici aux détails dans l'exécution permet une comparaison avec les robes des chevaux actuels, en particulier pour ce qui est des marques primitives des équidés.
La marque primitive typique et la plus fréquente à notre époque est la raie dorsale ou « raie de mulet » - qui n'est pas réservée aux races asines et dont quelques-unes des races d'ânes sont d'ailleurs dépourvues. Sur les peintures préhistoriques il est difficile de juger de sa présence, attendu que les animaux sont presque toujours représentés de profil (pas de vue de dessus voire en plongée).
La bande cruciale est une autre marque primitive typique des équidés, commune chez les ânes. À notre époque elle est généralement simple - une seule bande est présente ; la plus récente mention de raie cruciale parfois double ou triple remonte à 1844. Celles vues à Ekain sont doubles (pour trois sujets), triples (pour un sujet), quadruples (pour deux sujets), sextuples (pour un sujet), septuples (pour un sujet) ou octuple (pour un sujet) ; aucune n’est simple.

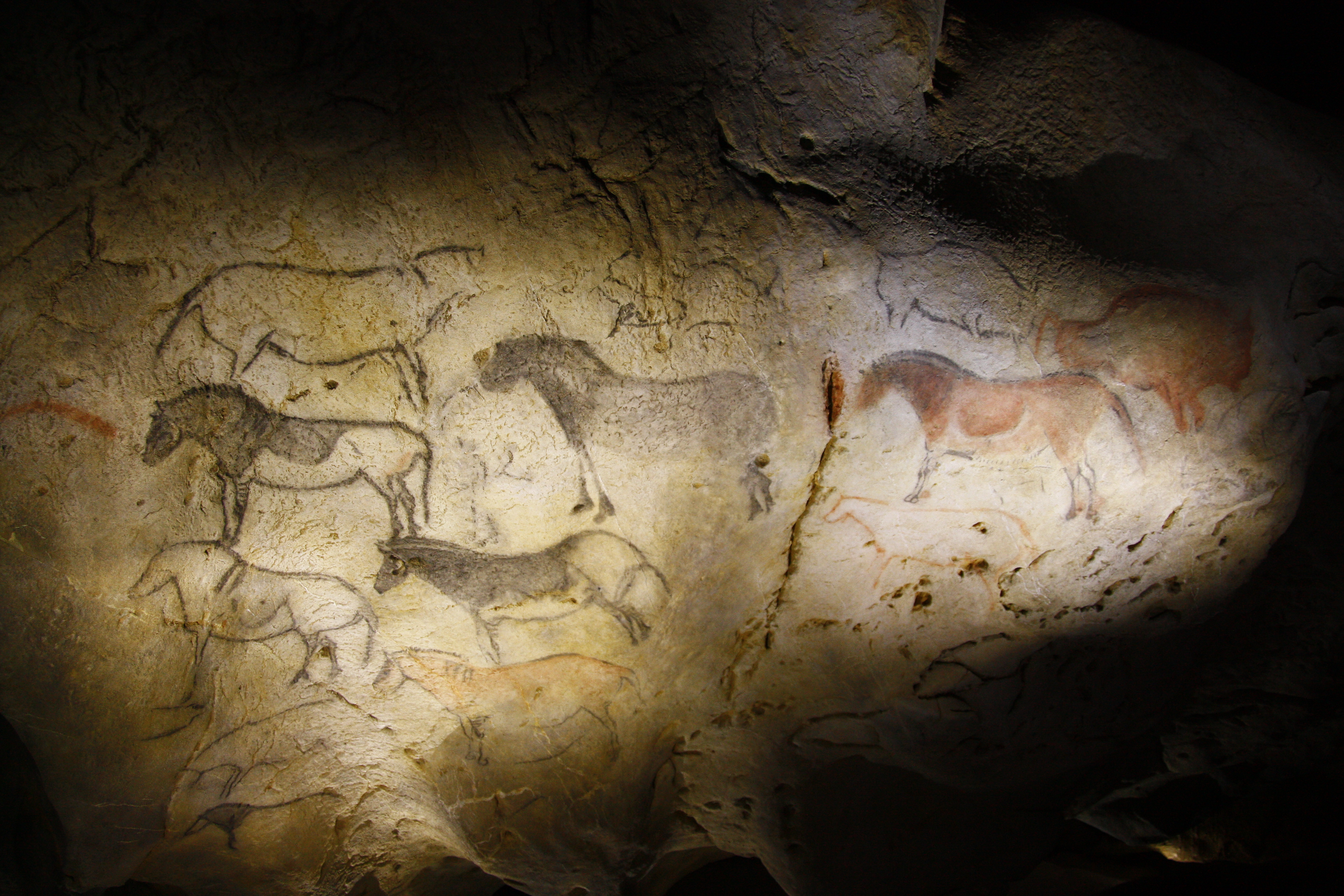
Chevaux à robes et bisons

Autre marque primitive typique, les rayures ou zébrures aux membres sont relativement fréquentes de nos jours. Jusqu'à la découverte des peintures d'Ekain, elles n'étaient pourtant reconnues dans les peintures paléolithiques qu'à la grotte Ramu (Ribadesella, Asturies), où les peintures de chevaux montrent des membres portant des raies multiples.
Les chevaux d'Ekain en montrent également : quatre fois à un membre antérieur seul ; trois fois à un ou des membres postérieurs seul/s ; une fois à un membre antérieur et un membre postérieur. De plus, les rayures aux membres sont absentes sur les quatre chevaux qui n’ont pas de bandes cruciales.
La photo ci-contre montre clairement une robe plus foncée, soit en avant de l'épaule (bipartition antéro-postérieure, 3 fois à Ekain, inconnue chez les chevaux actuels sauf quelques Przewalski), soit au-dessus d'une ligne ventrale en M (bipartition dorso-ventrale, très fréquente - au moins 5 fois à Ekain).
Darwin, qui a étudié avec grande attention ces raies et autres marques, en conclut que ce sont des réminiscences d'un ancêtre commun aux équidés du Paléolithique et modernes, y compris ânes et zèbres. La grotte d'Ekain confirme son hypothèse.

### Animaux représentés / animaux consommés
Les espèces les plus fréquemment peintes dans la grotte sont le cheval et le bison ; elles sont très peu présentes dans les vestiges animaux trouvés dans la grotte ; à l'opposé, les espèces les plus fréquemment rencontrées dans les vestiges animaux sont parmi celles les moins représentées en peintures.
Le tableau ci-dessous donne les rapports entre les animaux représentés en peintures et les vestiges d'animaux de la même époque trouvés dans la grotte :
| Faune             | Représentations peintes dans la grotte d'Ekain | Vestiges d'animaux dans le Magdalénien supérieur de la grotte d'Ekain |
| ----------------- | ---------------------------------------------- | --------------------------------------------------------------------- |
| Cheval            | 60% ±                                          | 0,5% ±                                                                |
| Bison et Auroch   | 20% ±                                          | 1% ±                                                                  |
| Chèvre            | 10% ±                                          | 65% ±                                                                 |
| Cerf              | 5% ±                                           | 4% ±                                                                  |
| Ours brun         | 5% ±                                           | ∅                                                                     |
| Rhinocéros        | 5% ±                                           | 0,5% ±                                                                |
| Poissons          | 5% ±                                           | ∅                                                                     |
| Ours des cavernes | ∅                                              | 0'5% ±                                                                |
| Renne             | ∅                                              | 2% ±                                                                  |
| Chamois           | ∅                                              | 4% ±                                                                  |
| Chevreuil         | ∅                                              | 1% ±                                                                  |

### Les plaquettes gravées
Une plaque sabl(onn)euse micácea pizarrosa avec trois figures.
La figure la plus lisible est sobresale une chèvre sauvage de type pyrénéen, gravée avec un surco) relativament profond.
Elle montre la tête entière avec deux cornes, avec les metrones clairement indiquées/signalées comme tels.
On voit aussi le cou, la poitrine et les membres antérieurs. Le dos porte le signe de la croix et de llega jusqu'au lomo).
À la hauteur de ses cornes il y a des lignes sans interprétation définie (A la altura de sus cuernos hay unas líneas de difícil interpretación).
La seconde figure est un cerf, gravé beaucoup plus finement. On en voit la tête, le cou et un bois (corne) avec les deux candiles basales, le candil médian (medio) et la couronne (corona).
Celle-ci est la partie la plus profondément gravée de la figure (Esta es la parte más profundamente grabada del mismo).
La troisième figure est plus difficile à interpréter. C'est peut-être un cheval, car on voit un d'elle un hocico, une crinière et un début de comienzo de lomo. À celui-ci pourraient appartenir la série de lignes qui se trouve devant le cou et les jambes de la chèvre : ces lignes représenteraient alors son cou, son torse et ses jambes.
Cette plaque apparut coupée en sept trozos (tronçons ?), los cuales además estaban dispersos dans toute la zone fouillée (deux dans la zone 1A et un dans les zones 1V, 3U, 3T y 5T.

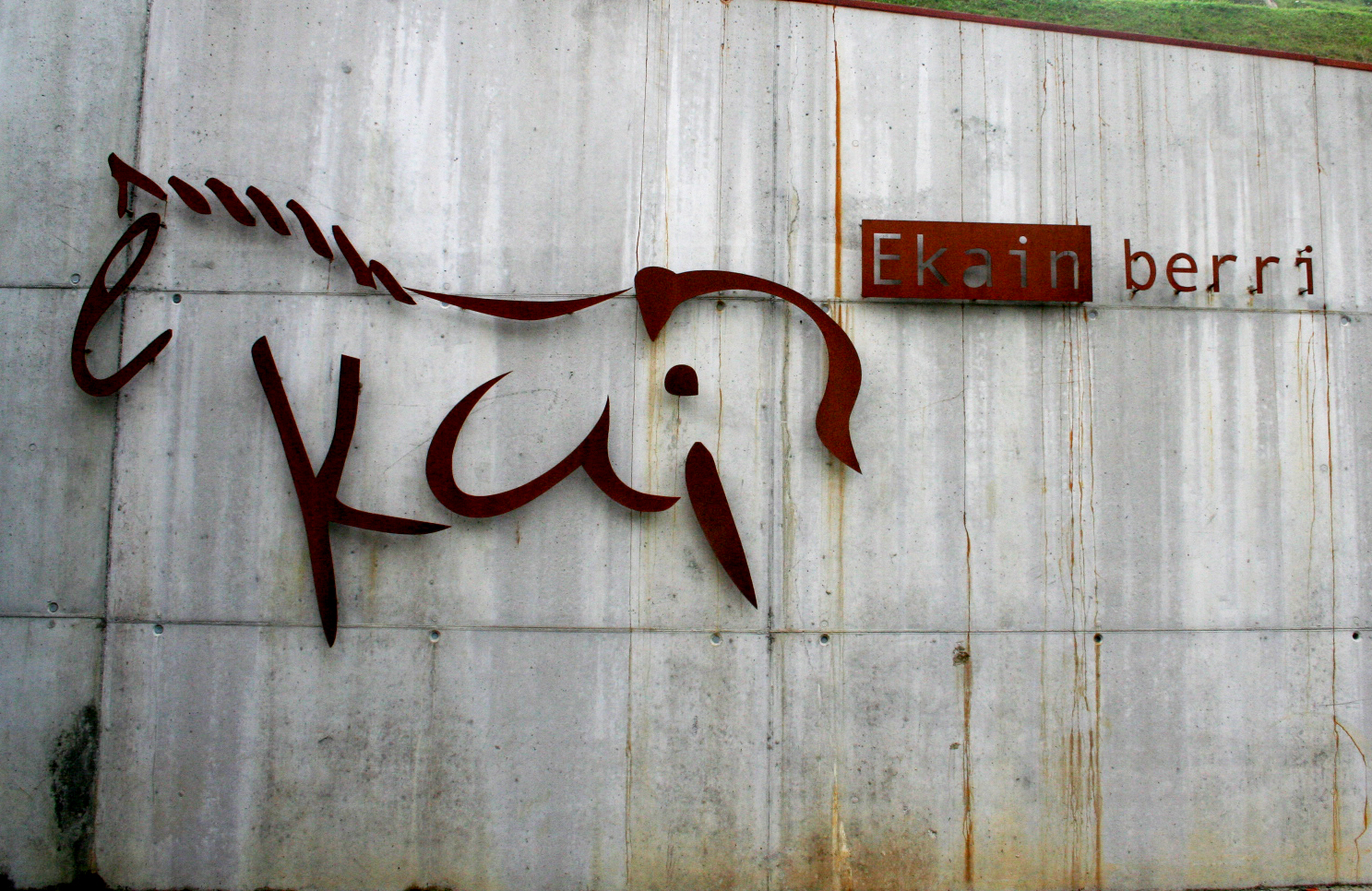
Ekainberri

## Ekainberri, fac-similé de la grotte d'Ekain

### L'impulsion de Jesus Altuna
En 1994, Jesús Altuna (es) va à Montignac rencontrer Renaud Sanson, qui a travaillé à la réalisation de Lascaux II de 1981 à 1983 (dont le fac-similé de la frise de la Vache noire de la « nef de Lascaux »), puis de la grotte de Niaux (parois ornées pour le parc de la préhistoire de Tarascon-sur-Ariège en Ariège) et vient de terminer la maquette du parcours en fac-simile du Salon Noir de Niaux. En juin 1994, Altuna fait visiter Ekain à Sanson, qui accepte de prendre en charge la construction d'un fac-simile par la grotte. La municipalité de Zestoa passe la commande pour les fac-simile et leur scénographie à Sanson au printemps 1997. Il va y travailler pendant dix ans - soit la même durée que pour la construction de Lascaux II -, créant une référence éthique et technologique dans ce domaine.

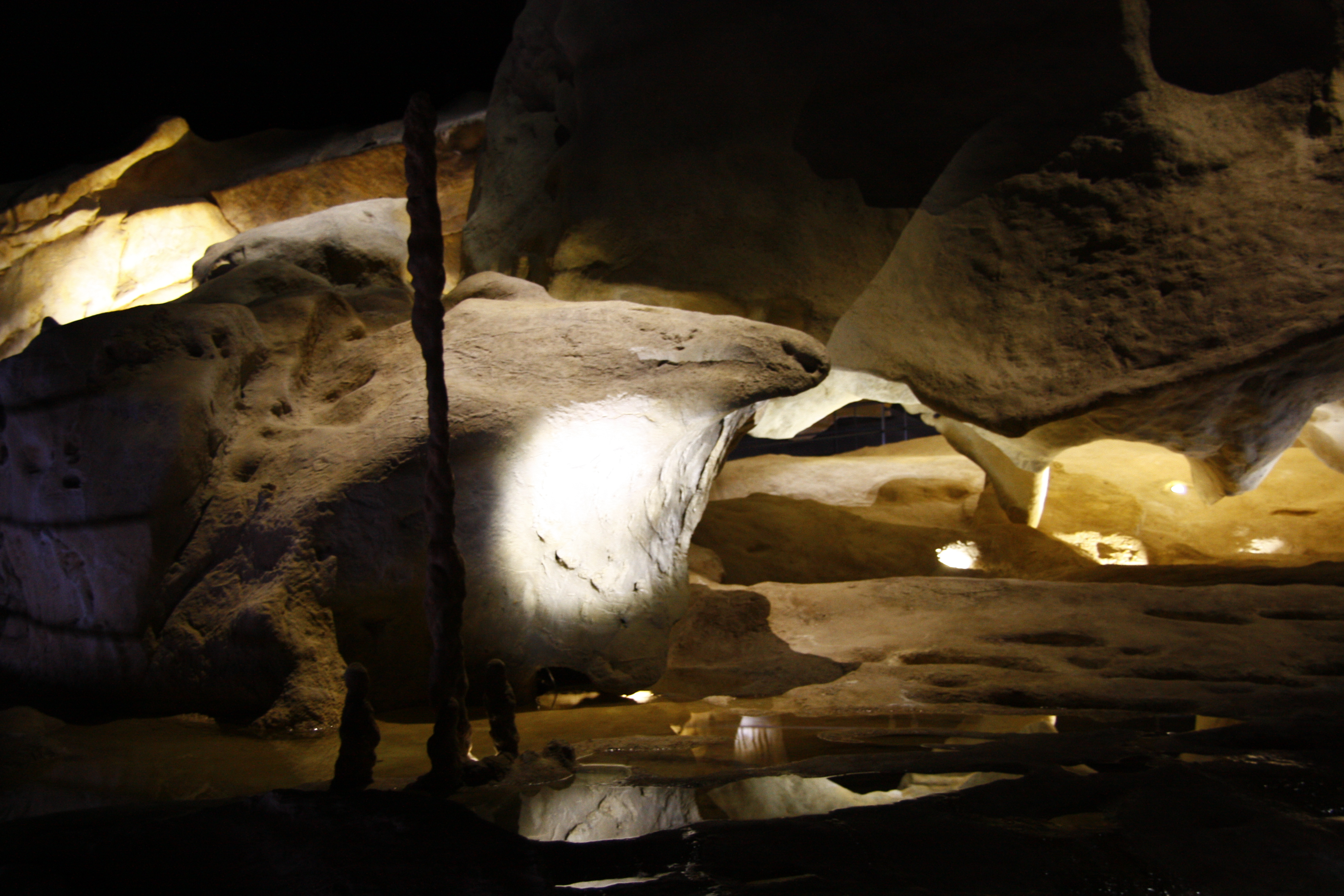
Ekainberri,
un espace de découverte

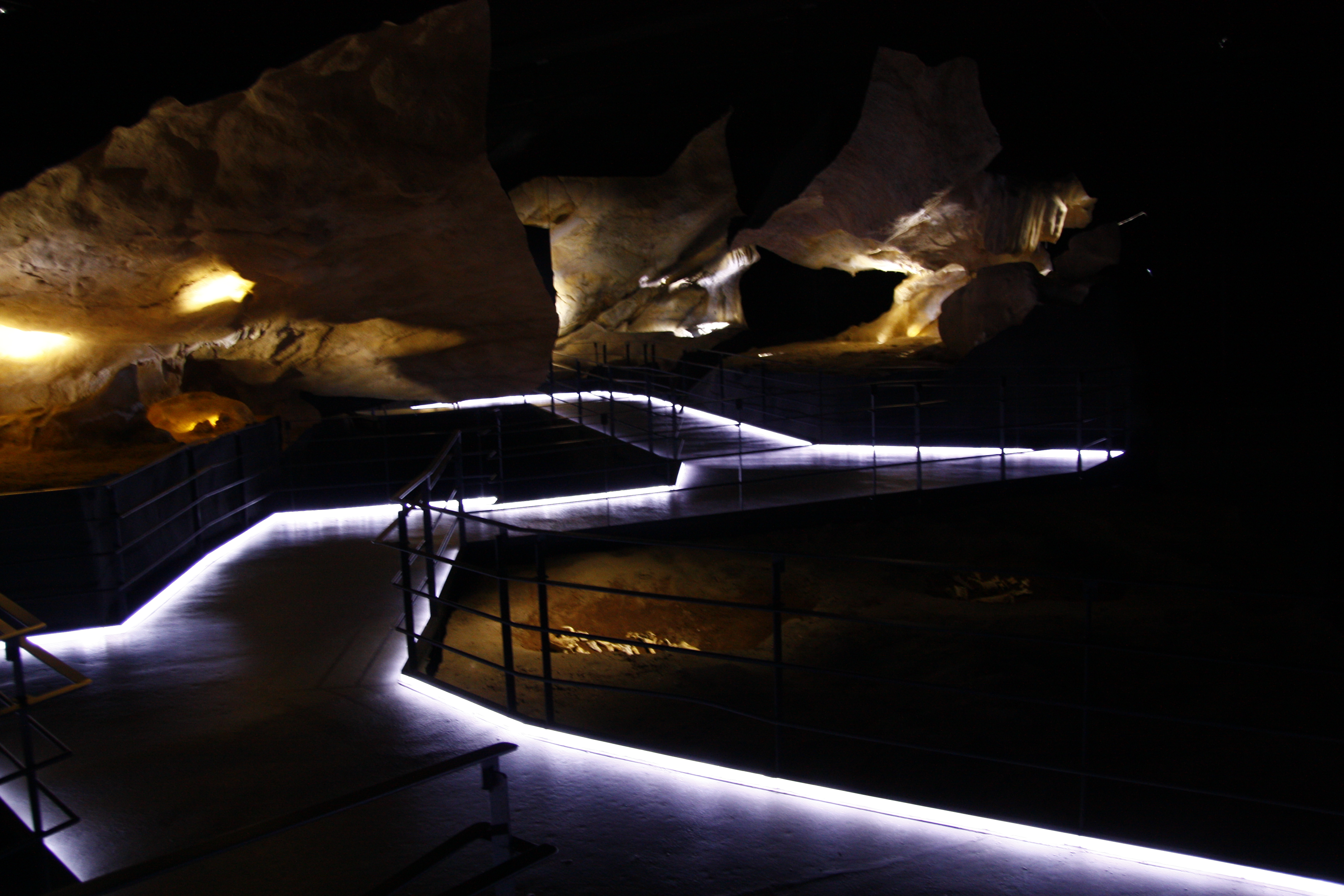
Le « chemin dans la nuit »

### Les contraintes
Les premières années de travail de Sanson sont alourdies par la ville de Deba, qui veut annexer le projet et l'exiler dans un parc à thème loin du lieu de la grotte ; c'est pourquoi l'accent est mis sur l'aspect scénographique, qui conforte la dimension culturelle du projet. 

Par ailleurs, la grotte d'Ekain a une topographis si étendue, des volumes si considérables et ses peintures sont si dispersées, qu'il n’est pas envisageable de la reproduire entièrement comme il a été fait pour Lascaux et Altamira. 

Enfin, Lascaux et Altamira sont connues par le grand public depuis longtemps ; ce n’est pas le cas pour Ekain, qui a été fermée aussitôt que découverte.

### Conception du projet
Renaud Sanson a également visé à restituer « une présence minérale qui participe à la vie des œuvres non pas tant comme leur environnement pariétal mais comme leur homologue dans l’approche émotionnelle de la caverne ». Jusque là les reproductions des grottes ornées (Lascaux II, la réplique d'Altamira) étaient intégrées dans un contexte muséographique perçu comme un « sas du savoir », dont le corollaire est une désinvestiture de l’art par et pour lui-même. À Ekain, les visiteurs arrivant dans la vallée rencontrent en premier le « palais Lili », bâtisse du XIVe siècle qui traite de l’aspect muséographique. Le bâtiment abritant la reproduction de la grotte est clairement séparé de l’aspect didactique : il est construit à mi-chemin entre le palais Lili et la grotte elle-même.

### L'espace de découverte
Il a donc été décidé de faire un cheminement de découverte similaire à celui des panneaux de la grotte, en conservant le même ordre des unités pictorales, l'organisation spatiale des peintures et les correspondances entre les panneaux. Le tout est complété par un espace didactique audiovisuel qui permet de suivre la visite sans guide, et la reproduction de quatre éléments géologiques significatifs de la grotte d'Ekain : les parois sont penchées, sur un sol oblique, accidenté, crevassé, escarpé et recouvert d’argile dont la déclivité rappelle la vision « penchée » de la grotte ; de l’eau court sur le sol, qui anime cet environnement ; et les volumes réduits donnent une note intimiste. Les reproductions sont réunies dans une seule salle dont les pourtours ne sont pas éclairés ; les visiteurs empruntent un chemin-passerelle formant un circuit en boucle, suspendu au-dessus du sol et bordé tout du long d'une double rangée lumineuse, comme un « chemin dans la nuit ». Le seul son est le bruissement de l'eau. L'approche des peintures n’est signalé que par un éclairage discret : il faut les chercher quelque peu. Dans l'espace didactique, un grand plan d'eau sert d'écran de projection pour les vidéos. 

Après cette première approche « en direct » de l'art de la grotte, une passerelle amène le visiteur à l'espace orienté vers les connaissances scientifiques. 

Les ruptures de pentes dans l’espace découverte ainsi que les gradins de l'amphithéâtre de l'espace didactique ont été adaptés pour les rendre accessibles aux personnes handicapées.

### Technique de reproduction
Pour réaliser ce projet l’atelier de Sanson a dû, entre autres défis technologiques à relever, inventer une nouvelle technique - brevetée - permettant la fabrication de modules de « voiles de pierre » ne dépassant pas 1 cm d'épaisseur et 10 kg·m2. Cette technique facilite grandement le déplacement de l’ensemble et permet d'envisager un second ensemble similaire au premier pour des expositions voyageant internationalement.
Les prises de vues pariétales nécessaires à ce projet ont aussi utilisé plusieurs avancées techniques, dont l’enregistrement photographique sous lumières frisantes permettant de capter les moindres finesses d'une paroi grâce aux jeux des ombres portées.
L'utilisation de la modélisation numérique à partir de saisies laser s'est avérée impérative, plutôt que la stéréophotogrammétrie qui, dans l'environnement particulier de la grotte, ne permettait pas d'obtenir la précision nécessaire. Les premiers essais de laser en 2001 avec le capteur Soisic et son logiciel 3D Ipsos, utilisés à Chauvet, se sont avérés décevants et l’atelier s'est retrouvé en 2002 dans une impasse technique. Il a fallu attendre 2004 et le prêt par la société Leica Géo System de son laser HDS 4500, le plus puissant d’Europe, pour obtenir une précision à 2 mm près. L’enregistrement du modèle des parois concernées a duré dix heures ; le maillage (alignement des millions de coordonnées spatiales) a, lui, pris deux années. Le logiciel 3D Reshaper, qui a été utilisé pour le maillage, a grâce à ce travail bénéficié d'une avancée notable de ses développements et de ses performances ; à la fin de ces travaux il a été à la pointe des outils 3D pour la réplique pariétale.
Dans cette première moitié des années 2000 l'atelier a été l'objet de pressions insistantes pour qu'il utilise le fraisage assisté par ordinateur pour sculpter mécaniquement les parois ; mais les reliefs complexes des parois rendaient de toute façon le modelage obligatoire, ce qui supprimait le principal avantage du fraisage assisté. 

Ces mêmes années voyaient aussi la construction de la réplique d’Altamira, qui a cloné des échantillons modèles moulés sur les parois de la vraie grotte, en dupliquant ces échantillons à la cire en séries. Cette technique ne permet pas de dupliquer un support qui varie d'une figure à l’autre. Et l'ensemble des technologies mises au point par l'atelier Sanson pour Ekain aboutit à un budget trois fois moindre que pour la reproduction d'Altamira, pour une surface réalisée largement trois fois plus grande et un produit fini de meilleure qualité.
En 2014 le complexe du fac-simile de la grotte et du musée est presque terminé. La visite inclut également une démonstration des techniques de chasse et de l'allumage d'un feu « façon préhistoire ».

Quelques vues d'Ekainberri
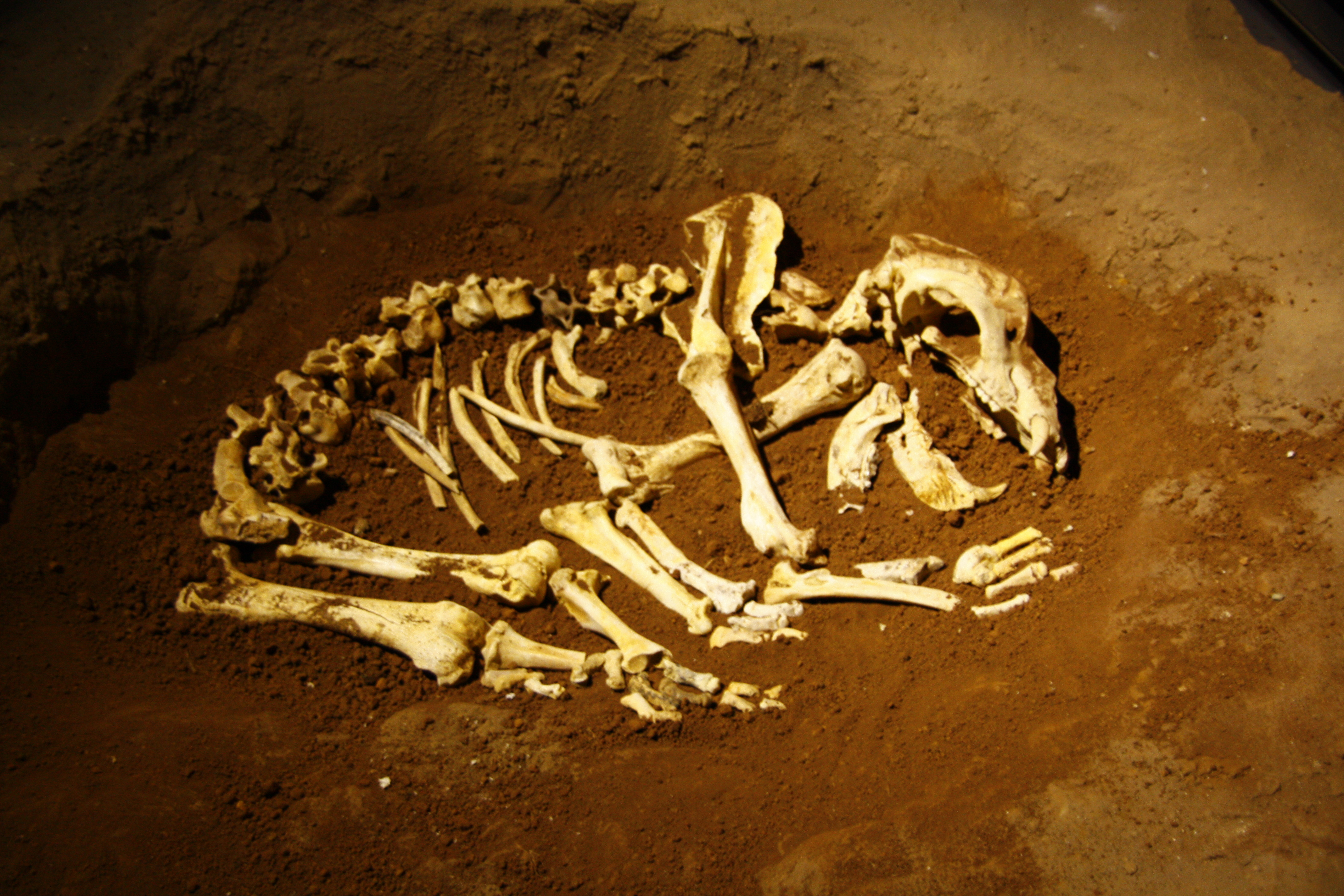
Squelette d'ours
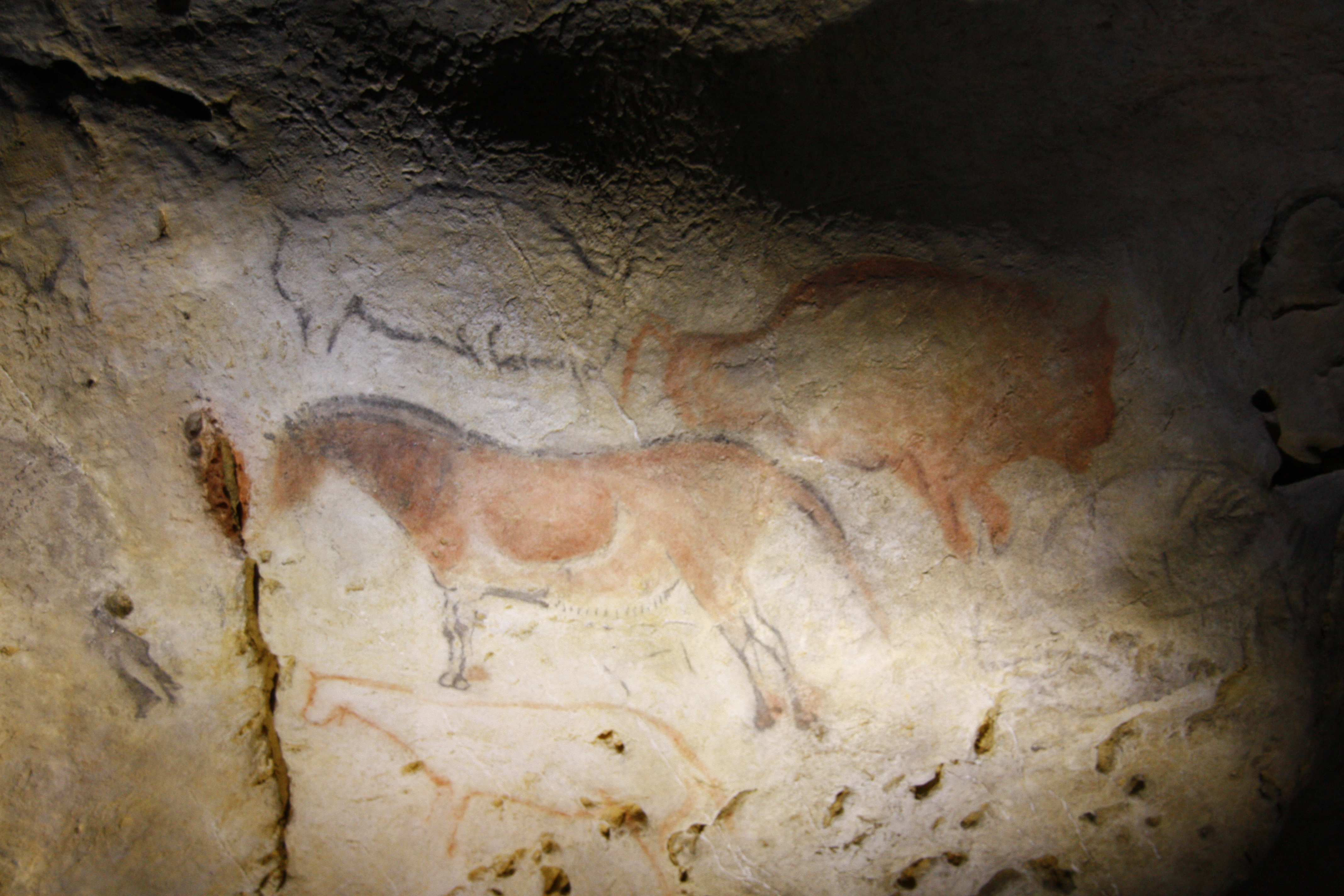
Chevaux d'Ekainberri
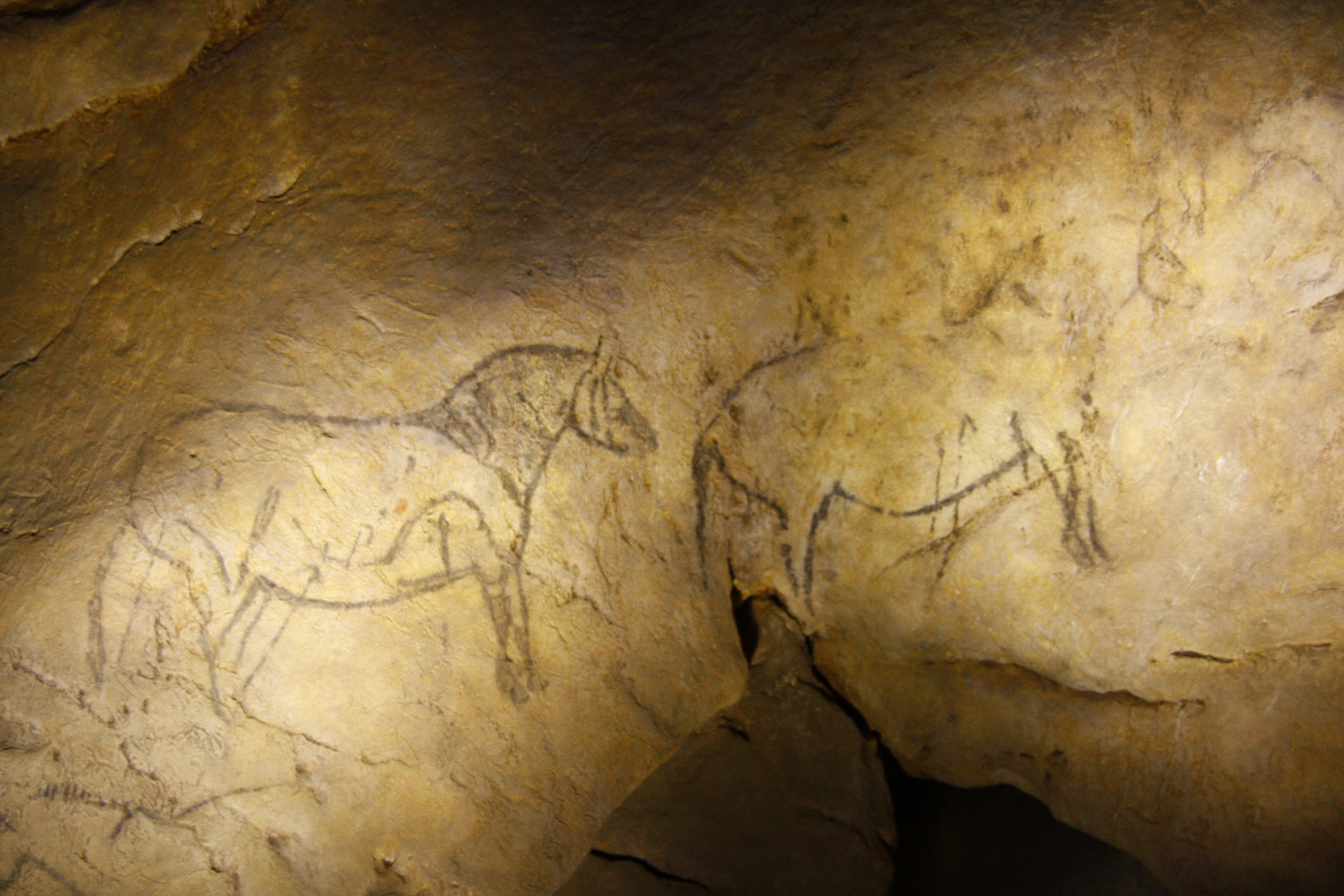
Chevaux d'Ekainberri
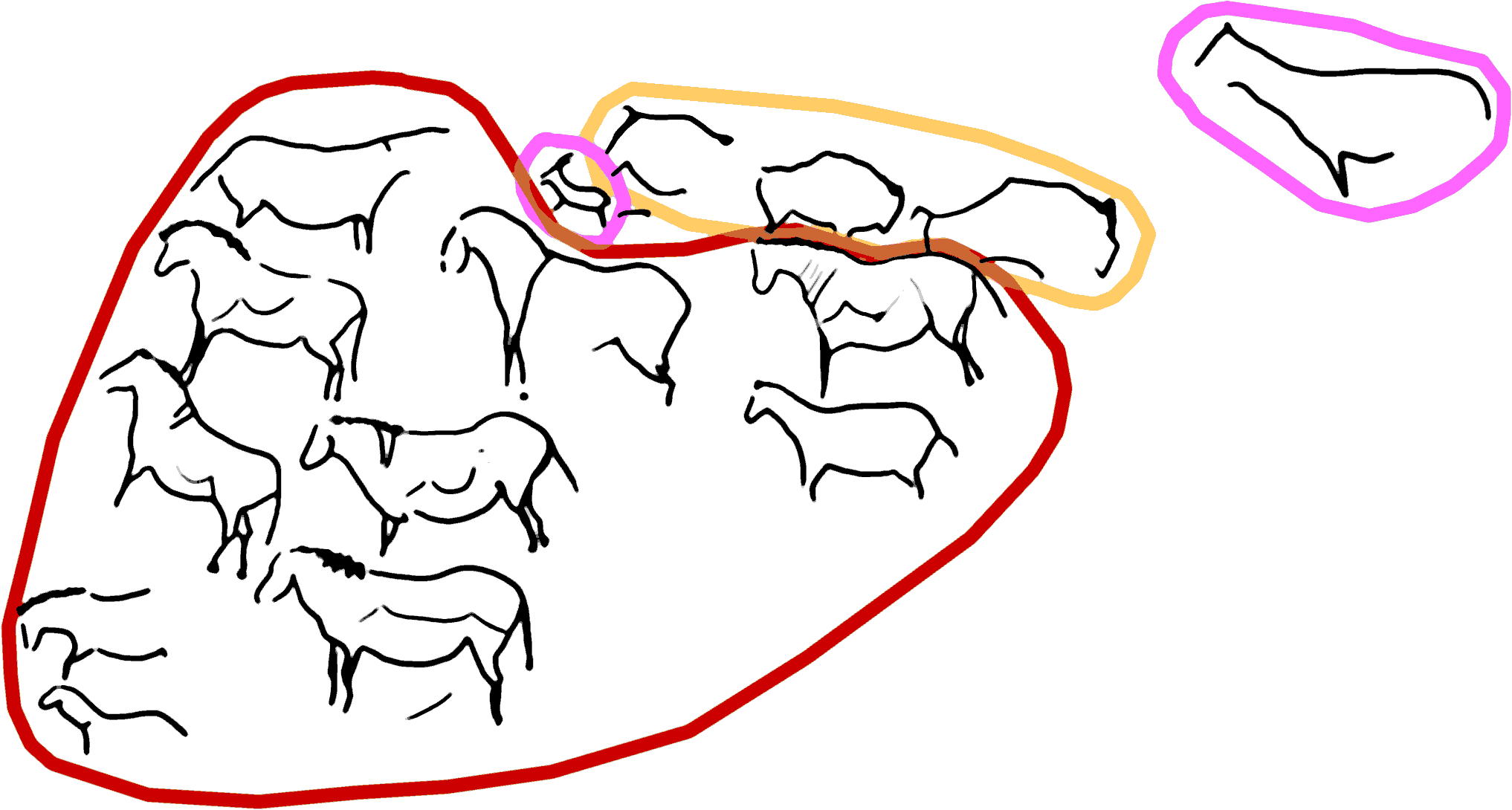
Le Grand panneau : association d'animaux selon An. Leroi-Gourhan

## Protection

### Les difficultés des débuts: 1969 - 1975
La meilleure protection est bien sûr l'absence totale de fréquentation touristique. Découverte six ans après la fermeture de Lascaux en 1963 pour cause de survie de la grotte et de son contenu, la grotte d'Ekain est, sous l'impulsion de Jesús Altuna (es), la première grotte ornée fermée d'emblée au public dès sa découverte.
Cette fermeture n'a pas été sans soulever dans les premiers temps un tollé général, tant des autorités municipales que provinciales et étatiques, en plus du grand public. La presse attaque dès le 12 juin 1969 avec un article dans La Voz de España (es) ; dans le contexte des années 1970,avec l’accent mis en Espagne sur le développement touristique, appuyé par les dizaines de milliers de visiteurs annuels d'Altamira (et les retombées économiques subséquentes), même ceux qui ne sont pas particulièrement intéressés par les peintures préhistoriques ou les données archéologiques veulent voir les remarquables effets de lumière bleue ou rouge sur les belles concrétions. 

Là-dessus s'ajoutent les mesquineries de l’administration franquiste : la Commission nationale des fouilles (Comisario Nacional de Excavaciones) de Madrid, qui visite la grotte sous la guidance d'Altuna, veut que ce dernier publie son étude co-écrite avec Barandiaran dans le périodique  Noticiario Arqueológico Hispánico. Mais Altuna a déjà décidé de la publier dans Munibe, périodique qu'il dirige et qui est particulièrement orienté dans la préhistoire du Pays basque. En représailles, la Commission nationale des fouilles de Madrid usurpe l'autorité de la Commission provinciale des fouilles du Guipuzkoa pour la section de Préhistoire d'Aranzadi. En 1970 Altuna n'obtient pas l'autorisation de fouilles. 

Altuna n’a plus qu'un seul recours : demander la fermeture provisoire au moins le temps de mener des fouilles à l’entrée de la grotte, là où a été découvert un site préhistorique, arguant de ce que les fouilles seront impossibles avec un flot de visiteurs devant passer par le chantier pour accéder à l'intérieur de la grotte. Sur cette base, il obtient l’autorisation de fermeture provisoire et fouille la grotte jusqu'en 1975. 

En 1975 le panorama change du tout au tout. D'abord, c'est l’année de la mort du dictateur Franco, ce qui permet une relâche dans le sens de la démocratisation. Parallèlement, les dégradations des grottes préhistoriques du fait de l’abus des visites, la fermeture de Lascaux, Altamira, en grave danger, entrent enfin dans la conscience du public (Altamira est fermée aux visites deux ans après en 1977 après de longs débats). Fin des louvoiements nécessaires pour la section de Préhistoire d'Aranzadi, qui conserve sans opposition la direction du site : pas de courant électrique installé, pas d'apport de sable ou de gravier et pas de constructions touristiques telles que rampes, escaliers ou autres infrastructures destinées à faciliter les déambulations touristiques.

### Nuisance environnementale: une carrière de pierres
L'autre grand problème pour la grotte est la présence d'une carrière de pierres à proximité, avec détonations, défilements de camions et vibrations concomitantes. En 1991 Altuna écrit à la Direction générale des ressources environnementales (Directora General de Recursos Ambientales) du gouvernement basque : « l’exploitation de la carrière doit absolument être évitée. Cette exploitation ne doit pas être autorisée car elle constitue une scandaleuse agression envers le meilleur de notre patrimoine préhistorique. » La carrière est fermée en 1992.

### Les classements aux Patrimoines national et mondial
La grotte est classée comme bien d'intérêt culturel (bien de Interés Cultural) le 17 juillet 1984.
Le 25 juin 1985 est passée la loi 16/1985 sur le Patrimoine espagnol, déclarant comme Bien d'intérêt culturel (Bien de Interés Cultural) toutes les grottes contenant de l’art rupestre.
La loi 7/1990 du Patrimoins culturel basque concerne la grotte d'Ekain et celle de Santimamiñe Altxerri.
En 2008, dix-sept grottes espagnoles ornées de peintures rupestres du Paléolithique, dont la grotte d'Ekain, sont classées au patrimoine mondial de l'Unesco par adjonction au site d'Altamira (grotte classée de ce patrimoine depuis 1985), sous la dénomination de « Grotte d’Altamira et art rupestre paléolithique du Nord de l’Espagne »,.
La zone tampon de la grotte d'Ekain est de 14,59 ha. Aucune construction ne peut y être bâtie, aucune construction existante modifiée, aucun prélèvement d'eau effectué, sans l’autorisation du Conseil régional de la Culture.

### Les apports scientifiques pour la protection
Le Centre du patrimoine du département de la Culture du gouvernement basque (Centro de Patrimonio del Dpto. de Cultura del Gobierno Vasco) a installé un capteur au centre de la grotte pour superviser les données environnementales.
Les points surveillés sont la détection de microorganismes et d'éléments étrangers du couvert végétal pour l'importation de nutriments ; les conditions environnementales et la quantité de radon ; le système de drainage, les caractéristiques de la roche au-dessus de la grotte, la géochimie des infiltrations d'eau ; et le contrôle microbiologique des particules en suspension.